# Daniel Taradash
Daniel Taradash (* 29. Januar 1913 in Louisville, Kentucky; † 22. Februar 2003 in Los Angeles, Kalifornien) war ein US-amerikanischer Drehbuchautor, Filmregisseur und ehemaliger Rechtsanwalt.

## Leben

### Herkunft
Daniel Taradash wurde als einziges Kind einer Familie von Tuchhändlern in Louisville geboren, wuchs jedoch später in Chicago (Illinois) und Miami (Florida) auf. Als junger Mann absolvierte er die Harvard University in Cambridge (Massachusetts), an der er im Jahr 1933 seinen Bachelor erlangte. Danach schrieb er sich an der Harvard Law School ein, an der er drei Jahre später, 1936, seinen Abschluss in Rechtswissenschaft erlangte. 1937 wurde er in die Rechtsanwaltskammer des US-Bundesstaats New York aufgenommen.

### Werdegang
Ermutigt durch seinen Vater, es auch als Drehbuchautor zu versuchen, nahm Taradash in New York City an einem Schreibwettbewerb teil, den zuvor bereits Arthur Miller und Tennessee Williams gewonnen hatten. Es überrascht, dass auch Taradash mit seinem Stück The Mercy den Kontest zu seinen Gunsten entschied. Der Sieg war ein Lehrgang zum Drehbuchautor bei der zu jener Zeit bekannten Theaterautorin Theresa Helburn, die 1919 in New York die erste Theatergewerkschaft gegründet hatte. Hier wiederum wurde der US-amerikanische Regisseur Rouben Mamoulian auf Taradash aufmerksam, der den jungen Schriftsteller 1939 zusammen mit einem weiteren Kursabsolventen, Lewis Meltzer, anbot, das Drehbuch zu seinem im selben Jahr produzierten Film Golden Boy zu verfassen.
1941 wurde Taradash wie andere Männer als Soldat in den Zweiten Weltkrieg eingezogen, wurde jedoch nicht auf Kriegsschauplätze, sondern im Innendienst in Queens (New York) eingesetzt. Hier traf er auf einen Freund aus der Zeit in Harvard wieder – Julian Blaustein, der wie Taradash auch, später in Hollywood sein Geld als Filmproduzent verdiente. Mit ihm gründete er während des Krieges die Produktionsgesellschaft Phoenix Corporation, die sich überwiegend auf die Produktion von Ausbildungsfilmen und Filme zur Stärkung der Moral der US-Truppen spezialisierte.
1944 lernte er bei einem Blind Date seine künftige Frau Madeleine Forbes kennen, die er am 29. November 1944 in Los Angeles heiratete. Vor den beiden lag eine knapp 60 Jahre währende Ehe; die beiden bekamen drei Kinder, die Töchter Jan und Meg sowie Sohn Bill.

### Filmschaffen
Nach dem Krieg setzte Taradash seine Arbeit als Drehbuchautor wieder fort. Mit The Noose Hangs High von Regisseur Charles Barton schrieb er einen der bekannten Abbott-und-Costello-Streifen. Im selben Jahr feierte auch sein Theaterstück Red Gloves am Broadway Premiere und wurde vom Dezember 1948 bis März 1949 113-mal zur Aufführung gebracht.
1953 schrieb Taradash sein wohl bekanntestes Drehbuch. Mit dem Kriegsfilm Verdammt in alle Ewigkeit, der mit acht Oscars gekrönt wurde, setzte er sich selbst ein Denkmal, zumal er selbst bei der Oscarverleihung 1954 mit dem Academy Award in der Kategorie Bestes adaptiertes Drehbuch ausgezeichnet wurde. Auch wurde er von der Writers Guild of America mit einem WGA Award honoriert.
1956 unternahm Taradash auch seine einzige Exkursion als Regisseur hinter die Kamera, und inszenierte mit Storm Center einen Film gegen den in den USA vorherrschenden Antikommunismus und die McCarthy-Ära. Auch schrieb er das Drehbuch zum Film, für den der zeitlebens der Demokratischen Partei angehörende Taradash Stars wie Bette Davis und Kim Hunter als Hauptdarsteller gewinnen.
In den 1960er Jahren wurde Taradash Mitglied in Filmkomiteen. So übte er zwischen 1968 und 1970 die Vizepräsidentschaft der Academy of Motion Picture Arts and Sciences, kurz AMPAS, aus. Von 1970 bis 1973 folgte seine Ernennung zum Präsidenten der AMPAS. Nach vier Jahren Unterbrechung wurde Taradash 1977 zum Präsidenten der Writers Guild of America (WGA-West) gewählt, ein Amt, das er bis 1979 innehatte.
1980 schrieb Taradash zum letzten Mal für einen Film; Bogie, die Filmbiografie von Humphrey Bogart.

### Spätes Leben und Tod
Nach 1980 zog sich Taradash vermehrt ins Privatleben zurück. 1990 wurde er in den Aufsichtsrat (Board of Governors) der AMPAS gewählt und übte diese Funktion bis 1993 aus.
Daniel Taradash starb im Alter von 90 Jahren an einem Pankreastumor; er wurde von seinen drei Kindern und zwei Enkelkindern überlebt.

## Filmografie (Auswahl)
- 1939: Golden Boy
- 1948: Strick am Hals (The Noose Hangs High) (Story)
- 1949: Vor verschlossenen Türen (Knock on Any Door)
- 1952: Versuchung auf 809 (Don’t Bother to Knock)
- 1952: Engel der Gejagten (Rancho Notorious)
- 1953: Verdammt in alle Ewigkeit (From Here to Eternity)
- 1954: Désirée
- 1955: Picknick (Picnic)
- 1956: Storm Center
- 1958: Meine Braut ist übersinnlich (Bell, Book and Candle)
- 1965: Morituri
- 1966: Hawaii
- 1969: Das Schloss in den Ardennen (Castle Keep)
- 1970: Frauen der Ärzte (Doctor's Wives)
- 1976: Jenseits von Mitternacht (The Other Side of Midnight)

## Auszeichnungen (Auswahl)
- 1954: Oscar/Bestes adaptiertes Drehbuch, für: Verdammt in alle Ewigkeit (From Here to Eternity)
- 1954: WGA Award, für: Verdammt in alle Ewigkeit (From Here to Eternity)